# رولان بیکوف
رولان بیکوف (روسی: Рола́н Анто́нович Бы́ков؛ ۱۲ اکتبر ۱۹۲۹ – ۶ اکتبر ۱۹۹۸) بازیگر، کارگردان فیلم، فیلم‌نامه‌نویس، شاعر و کارگردان نمایش اهل اتحاد جماهیر شوروی بود.
از فیلم‌ها یا برنامه‌های تلویزیونی که وی در آن نقش داشته‌است، می‌توان به من ایوان، تو آبراهام، کمیسر، آندری روبلف، علی‌بابا و چهل دزد، مترسک، آیبولیت-۶۶، شنل، نامه‌های مرد مرده و سلام، این منم! اشاره کرد.
وی برندهٔ جوایزی همچون هنرمند مردمی جمهوری شوروی فدراتیو سوسیالیستی روسیه، جایزه دولتی برادران واسیلیف، جایزه هنرمند مردمی اتحاد جماهیر شوروی، و جایزه دولتی اتحاد شوروی شده‌است.